# Mattaku Saikin no Tantei Tokitara
Mattaku Saikin no Tantei Tokitara (まったく最近の探偵ときたら?) es una serie de manga japonesa escrita e ilustrada por Masakuni Igarashi. La serie comenzó a publicarse en la revista de manga seinen Dengeki Maoh de ASCII Media Works en abril de 2016. Una adaptación de la serie de televisión de anime producida por Liden Films se estrenó en julio de 2025.

## Sinopsis
Hace unos 20 años, Nagumo Keiichirō era un detective estrella en Japón a pesar de estar en el instituto. Ningún caso era demasiado difícil para él. Sin embargo, a sus 35 años, la edad le está pasando factura. Nagumo ya no tiene la energía juvenil ni la fama de sus días de instituto. Con dolores de cadera y espalda, además de un hastío cada vez mayor, su oficina de detectives privados tiene dificultades para atraer clientes, lo que le dificulta pagar el alquiler y la comida. Pero un día, una excitable estudiante de instituto llamada Mashiro Nakanishi aparece en su puerta y quiere ser su aprendiz. ¿Será Mashiro la chispa que Nagumo necesita para recuperar su pasión por el trabajo detectivesco o traerá más problemas a su vida?

## Personajes
Keiichirō Nagumo (名雲 桂一郎 Nagumo Keiichirō?)
 Seiyū: Junichi Suwabe (vomic y anime)
Un antiguo detective adolescente famoso, perdió toda su fama luego de no poder seguir el ritmo de las nuevas técnicas y tecnología, ahora tiene una pequeña agencia de detectives a la cual apenas le llegan clientes. Un día llegó Mashiro a su puerta en busca de un puesto como su asistente, luego de rechazarla, se termina convenciendo de contratarla luego de que lo ayudará en una investigación de infidelidad. Aunque sus dotes deductivas son decentes, su condición física y costumbres anticuadas lo hacen parecer menos competente de lo que realmente es.
Mashiro Nakanishi (中西 真白 Nakanishi Mashiro?)
 Seiyū: Kana Hanazawa (vomic y anime)
Una adolescente que llega a la agencia de Nagumo en busca de que la contrate como su asistente, aunque es rechazada en un principio, termina convenciendolo luego de ayudarlo en una investigación de infidelidad. Siguiendo su deseo de convertirse en detective, ha estudiado diversas artes marciales, entrenado su cuerpo al punto de tener una resistencia y fuerza increíbles y aprendido un método para guardar un número aparentemente infinito de objetos en su cuerpo como una caricatura, sin embargo, su inteligencia y capacidades deductivas son casi nulas. Parece conocer a Keiichirō mucho tiempo antes del comienzo de la historia.
Cerberus (ケルベロス Keruberosu?)
 Seiyū: Chado Horii (vomic y anime)
Un gato callejero adoptado por la agencia de Nagumo luego de ser confundido por el gato de un cliente, le tiene bastante cariño a Keiichirō, su nombre se lo dio Mashiro.
Tarō Nezu (根津 太郎 Nezu Tarō?)
 Seiyū: Kengo Kawanishi (vomic)
Yū Asunaro (翌檜 ユウ Asunaro Yū?)
 Seiyū: Tomohiro Yamaguchi (anime)
Un detective adolescente muy popular, la primera vez que conoció a Nagumo intento que lo tomara como su asistente, ya que fue por él que se convirtió en detective, pero dado que Mashiro era su asistente en ese momento decidieron hacer una competencia para ver quien sería el asistente de Nagumo, la cual perdió. Aunque tiene la mala costumbre de decir sus pensamientos en voz alta, para irritacion de los demás, sus capacidades deductivas parecen estar a la par de Nagumo.
Hana Kazamaki (風巻 ハナ Kazamaki Hana?)
 Seiyū: Aya Hirano (anime)
La asistente de Asunaro, siempre aparenta tener un disgusto por él. Es extremadamente capaz para recolectar y organizar la información.
Chikubi Shishoku Ojisan (乳首試食おじさん Chikubi Shishoku Ojisan?)
 Seiyū: Tomokazu Sugita (anime)
Cross Munage Ojisan (十字胸毛おじさん Jūji Munage Ojisan?)
 Seiyū: Tomokazu Sugita (anime)
Rope Daisuki Ojisan (ロープ大好きおじさん Rōpu Daisuki Ojisan?)
 Seiyū: Tomokazu Sugita (anime)
Azuha Hoshino (星野アズハ Hoshino Azuha?)
 Seiyū: Fairouz Ai (anime)
Fū-chan (風ちゃん?)
 Seiyū: Misaki Watada (anime)
Sōya Mimasaka (美馬坂総也 Mimasaka Sōya?)
 Seiyū: Yasuyuki Kase (anime)
Coach (コーチ Kōchi?)
 Seiyū: Hajime Iijima (anime)

## Contenido de la obra

### Manga
Mattaku Saikin no Tantei Tokitara está escrita e ilustrada por Masakuni Igarashi y comenzó a serializarse en la revista de manga seinen Dengeki Maoh de ASCII Media Works el 27 de abril de 2016. Sus capítulos se han compilado en quince volúmenes tankōbon hasta agosto de 2024.
| Volúmenes de manga publicados | Volúmenes de manga publicados | Volúmenes de manga publicados |
| Número                        | Fecha de lanzamiento          | ISBN                          |
| ----------------------------- | ----------------------------- | ----------------------------- |
| 1                             | 27 de julio de 2016           | ISBN 978-4-04-892253-1        |
| 2                             | 27 de febrero de 2017         | ISBN 978-4-04-892682-9        |
| 3                             | 27 de septiembre de 2017      | ISBN 978-4-04-893366-7        |
| 4                             | 27 de marzo de 2018           | ISBN 978-4-04-893710-8        |
| 5                             | 27 de febrero de 2019         | ISBN 978-4-04-912362-3        |
| 6                             | 27 de enero de 2020           | ISBN 978-4-04-912983-0        |
| 7                             | 26 de agosto de 2020          | ISBN 978-4-04-913356-1        |
| 8                             | 27 de noviembre de 2020       | ISBN 978-4-04-913596-1        |
| 9                             | 26 de abril de 2021           | ISBN 978-4-04-913804-7        |
| 10                            | 27 de septiembre de 2021      | ISBN 978-4-04-913920-4        |
| 11                            | 27 de enero de 2022           | ISBN 978-4-04-914193-1        |
| 12                            | 27 de julio de 2022           | ISBN 978-4-04-914487-1        |
| 13                            | 26 de diciembre de 2022       | ISBN 978-4-04-914787-2        |
| 14                            | 27 de julio de 2023           | ISBN 978-4-04-915021-6        |
| 15                            | 27 de agosto de 2024          | ISBN 978-4-04-915429-0        |

### Anime
Se anunció una adaptación televisiva de la serie de anime el 23 de agosto de 2024. Fue producida por Liden Films y dirigida por Rion Kujo. Rintarō Ikeda supervisará los guiones, Isoroku Koga diseñará los personajes y será el director de animación principal, y Tomoki Kikuya compondrá la música. La serie se estrenó el 1 de julio de 2025 en AT-X y otras cadenas. El tema de apertura es "Suffer", interpretado por Taiiku Okazaki, mientras que el tema de cierre es "GORI☆GORI Feez e-Girl!!", interpretado por Kana Hanazawa y Tomokazu Sugita como sus respectivos personajes. Crunchyroll obtuvo la licencia de la serie en América del Norte, América Central, América del Sur, Europa, África, Oceanía, Oriente Medio, CEI, subcontinente indio y Sudeste Asiático. Medialink obtuvo la licencia de la serie en el Sudeste Asiático y Oceanía (excepto Australia y Nueva Zelanda) para su transmisión en el canal de YouTube de Ani-One Asia.

## Recepción
En marzo de 2023, la serie contaba con más de 700.000 ejemplares en circulación.